# Abraham Darby I
Abraham Darby (14 de abril de 1678 – 8 de marzo de 1717) fue el primero y más conocido de tres generaciones del mismo nombre, perteneciente a una familia de cuáqueros ingleses, que representó un papel primordial durante la revolución industrial. Desarrolló un método de producción de hierro de gran calidad en alto horno alimentado por coque en lugar de carbón, lo que supuso un gran avance en la producción de hierro como material básico para la industria.

## Juventud
Abraham Darby era hijo de John Darby, un granjero independiente y cerrajero, y de su esposa, Ann Baylies.
Nació en Wrens Nest, Woodsetton, cerca de Sedgley, Staffordshire, justo en el límite del condado de Dudley. Descendía de la nobleza, ya que su bisabuela Jane fue hija ilegítima de Edward Sutton, 5º Barón de Dudley (Edward, tío  de Ana Bolena mediante matrimonio, descendía por parte materna, a su vez, de Edward Stanley, 3r Conde de Derby y miembro de la familia Audley-Stanley de Staffordshire).
La bisabuela de Abraham era hermana de Dud Dudley, otro hijo ilegítimo de Edward Sutton, de quien se dice que fuera el primer inglés en fundir hierro usando coque como combustible. Desafortunadamente, el hierro producido por Dudley no era de buena calidad pero aun así, el conocimiento del éxito parcial de este familiar, dos generaciones antes, probablemente inspirara a Darby en esta novedosa forma de fundido. 
Darby fue aprendiz en Birmingham de Jonathan Freeth, malteador y compañero cuáquero. Freeth animó a Darby a convertirse en un miembro activo en la Sociedad de los Amigos, y así siguió siéndolo durante toda su vida. En 1699, cuando había completado su aprendizaje, se casó con Mary Sergeant (1678-1718) y se trasladó a Bristol, donde se estableció como malteador. Abraham y Mary tuvieron diez hijos, de los cuales cuatro sobrevivieron hasta la edad adulta. El mayor, también llamado Abraham, continuó con el negocio paterno al alcanzar la edad suficiente.

## Bristol
Había una pequeña comunidad de cuáqueros en Bristol, y Darby pronto se ganó entre ellos una reputación gracias a su talento y espíritu emprendedor. En 1702 Darby se unió junto a unos cuantos compañeros cuáqueros para formar la Bristol Brass Works Company, situada en la región de Baptist Mills, en Bristol.
En aquella época había una olla de latón en todos los hogares. Estas ollas se importaban desde Holanda y eran tan caras que se heredaban de una generación a otra. Darby decidió manufacturarlas en Inglaterra, y en 1704 viajó a Holanda para estudiar los métodos de producción y para reclutar a algunos artesanos. Regresó para formar la Cheese Lane Foundry en Baptist Mills junto a sus anteriores socios. Comenzó produciendo cacerolas de latón, pero comprobó que resultaban demasiado caras, así que se decidió por elaborarlas con hierro. No obstante, las dificultades técnicas para crear cacerolas de hierro eran demasiado grandes para Darby. Un joven empleado galés, John Thomas, solventó el problema usando arena seca pura en el molde, con un encofrado y un núcleo especial. Mediante este método de fundido Darby pudo hacer cacerolas lo bastante finas y ligeras. Darby registró la patente del nuevo método en 1707, obteniendo prácticamente el monopolio de este producto.
En este punto Darby sostenía diferencias de criterio con sus socios, que querían concentrar sus energías en la fundición del latón, por lo que decidió abandonar la compañía y proseguir con sus actividades en otro lugar. En 1708 abandonó Bristol para establecer una fundición de hierro en Coalbrookdale, Shropshire.

## Coalbrookdale
En ese momento, la forma más usual de producir hierro era empleando el método de reducción directa, en el cual se cubrían pequeños lotes de mineral de hierro con carbón vegetal y luego se aventaban mediante un fuelle. El carbón vegetal era uno de los pocos combustibles capaces de alcanzar la temperatura adecuada para fundir el hierro (alrededor de 1500 °C); y a medida que la siderurgia crecía y talaba bosques enteros (conduciendo a la deforestación) para fundirlo, también se hizo cada vez más caro.  La industria del hierro en conjunto se trasladaba continuamente a nuevos emplazamientos en un intento de mantener el acceso a la producción de carbón vegetal.
Durante sus experimentos sobre el fundido del hierro en la Cheese Lane Foundry, Darby había usado carbón vegetal, pero al parecer llegó a convencerse de poder usar coque en su lugar. Darby tenía experiencia en el uso del coque en los hornos de malteado y llegó a la conclusión de que alterando las proporciones internas del alto horno y proporcionando una ráfaga de aire adecuada, el coque podría ser empleado satisfactoriamente como combustible. En ese momento, el mejor carbón para hacer coque era el extraído en Shropshire, de modo que allí fue a donde Darby trasladó su negocio. 
En Coalbrookdale hubo un alto horno desde 1638 que usaba carbón vegetal como combustible, pero una explosión lo había destruido parcialmente y aún no había sido reparado. Darby arrendó el horno y una casa próxima, llevó consigo trabajadores de la fundición de Bristol e inmediatamente comenzaron a reconstruir el horno dañado.

## El primer alto horno alimentado por coque

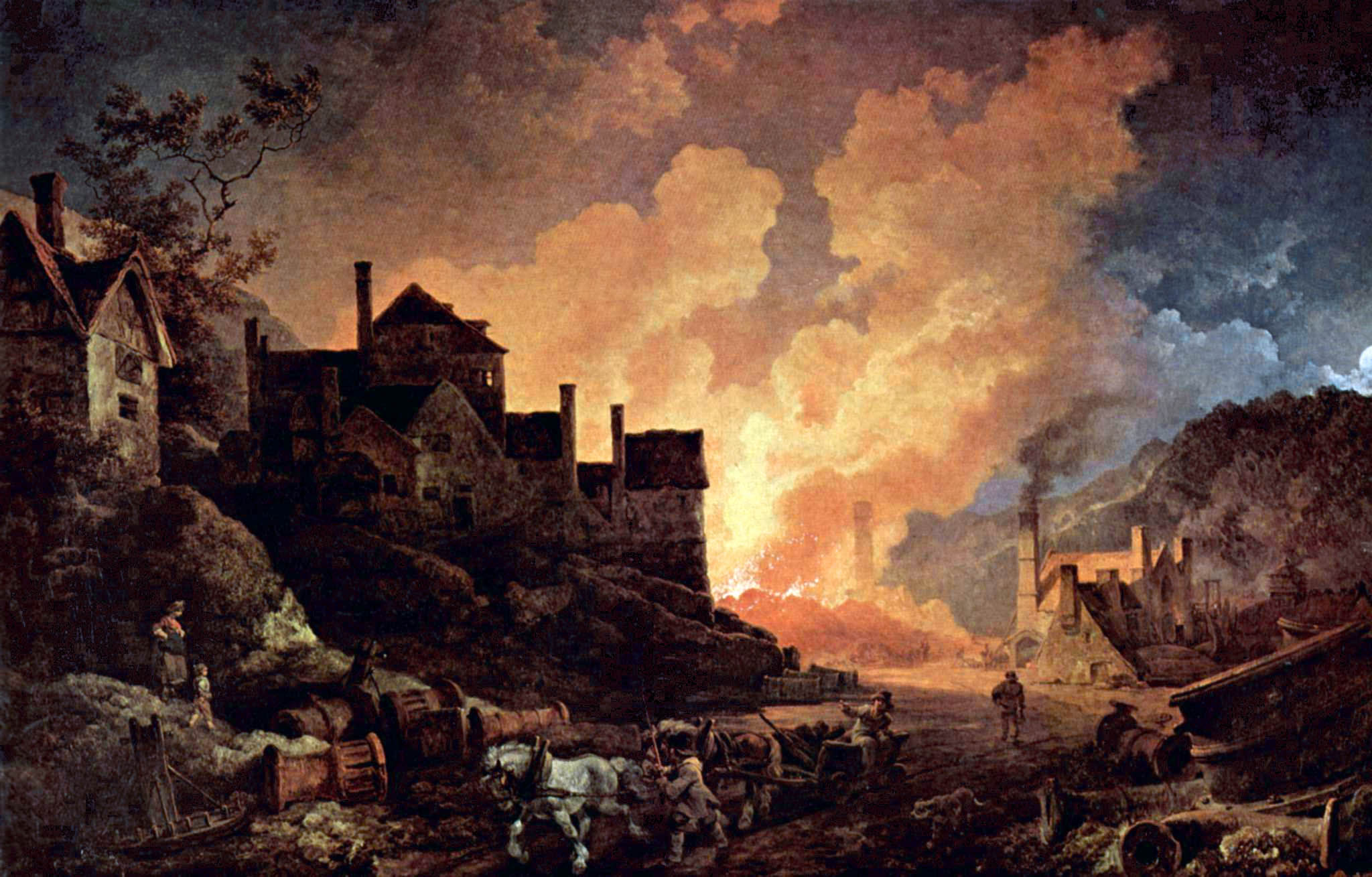
Coalbrookdale de noche, por Philipp Jakob Loutherbourg el Joven (1801).

No existen documentos que indiquen qué es lo que Darby hizo exactamente en el horno dañado, pero es presumible que alteró sus dimensiones internas para hacerlo adecuado al uso del coque. Esto comprendía hacer un crisol más profundo en la base del horno y una garganta más corta y amplia sobre él. Las cuentas de Darby muestran que compró un juego nuevo de fuelles en lugar de reparar los viejos, lo que puede indicar la intención de proporcionar una ráfaga más intensa al horno. No obstante es de notar que algunas fuentes creen que Darby no comenzó a usar coque en su alto horno hasta 1711.
El horno fue usado por vez primera el 10 de enero de 1709 con resultados satisfactorios. A Darby posiblemente le ayudara el hecho de que el carbón de Shropshire que empleaba contenía poco azufre. Otra ventaja de usar coque como combustible era que no hacía falta colocarlo en capas entre el mineral de hierro como con el carbón vegetal, ahorrando de este modo tiempo y trabajo en la preparación. Una parte del hierro fundido por el horno era convertido en lingotes para su envío a la fundición de Bristol, mientras que con el resto se moldeaban ollas y otros utensilios. Este primer horno fue seguido por otros y continuó con el batido de útiles que se vendían en los alrededores.
El hierro producido por Darby era de la suficiente calidad como para ser empleado en la elaboración de hierro forjado, pero en aquella época existía la creencia en el negocio de que el hierro elaborado con coque contenía demasiadas impurezas. Debido a esto Darby se concentró en crear fundiciones y expandir más su negocio. En 1712 Darby se ofreció para instruir a William Rawlinson, compañero cuáquero y siderúrgico, en las técnicas de fundido con coque, pero al parecer Rawlinson (fundador de la Backbarrow Iron Company) rechazó su oferta.
La producción en el alto horno de Darby aumentó hasta que, en 1715, decidió construir un segundo alto horno de mayores proporciones. Este tenía una capacidad de doce toneladas de hierro por semana a diferencia de las cinco a siete toneladas del horno anterior. No se sabe con certeza si este horno comenzó a producir antes de la muerte de Darby.

## Muerte
Abraham Darby murió en su hogar, en Madeley Court (Shropshire) en 1717, tras pasar un año de convalecencia. Tan sólo contaba con treinta y nueve años de edad. Había construido una casa para él en Coalbrookdale pero no vivió lo suficiente como para ocuparla, siendo enterrado en el cementerio cuáquero de Broseley, Shropshire. 
El hijo de Darby, Abraham Darby II tan sólo tenía seis años, de modo que hasta 1745, fue el yerno y socio de Darby, Richard Ford quién administró la producción en Coalbrookdale.

## Mejoras en el alto horno
El uso de coque en los altos hornos redujo significativamente el coste de la producción de hierro, no tan sólo porque el carbón resultaba bastante común en las Midlands, sino también porque permitía hornos mucho más grandes.  Otros siderúrgicos no tardaron en seguir la vía de Darby, pero se encontraron con que el proceso no era sencillo de adaptar.  Más adelante se supo que el suministro de carbón de Darby contenía menos azufre de lo habitual, lo que representaba un factor clave para la producción de un hierro de buena calidad. Poco a poco fueron modificando el proceso de producción en altos hornos mediante la introducción de diversas formas de fundentes que limpiaban las impurezas del carbón y, a mediados del siglo XVIII, la producción de hierro se vio grandemente ampliada.
Richard Ford introdujo bombas tiradas por caballos para retornar el agua a las calderas durante las estaciones secas. Abraham Darby II reemplazó las bombas de caballos por una bomba mecánica de vapor, y de la misma forma añadió un fuelle accionado a vapor para alimentar la combustión.

## Su legado

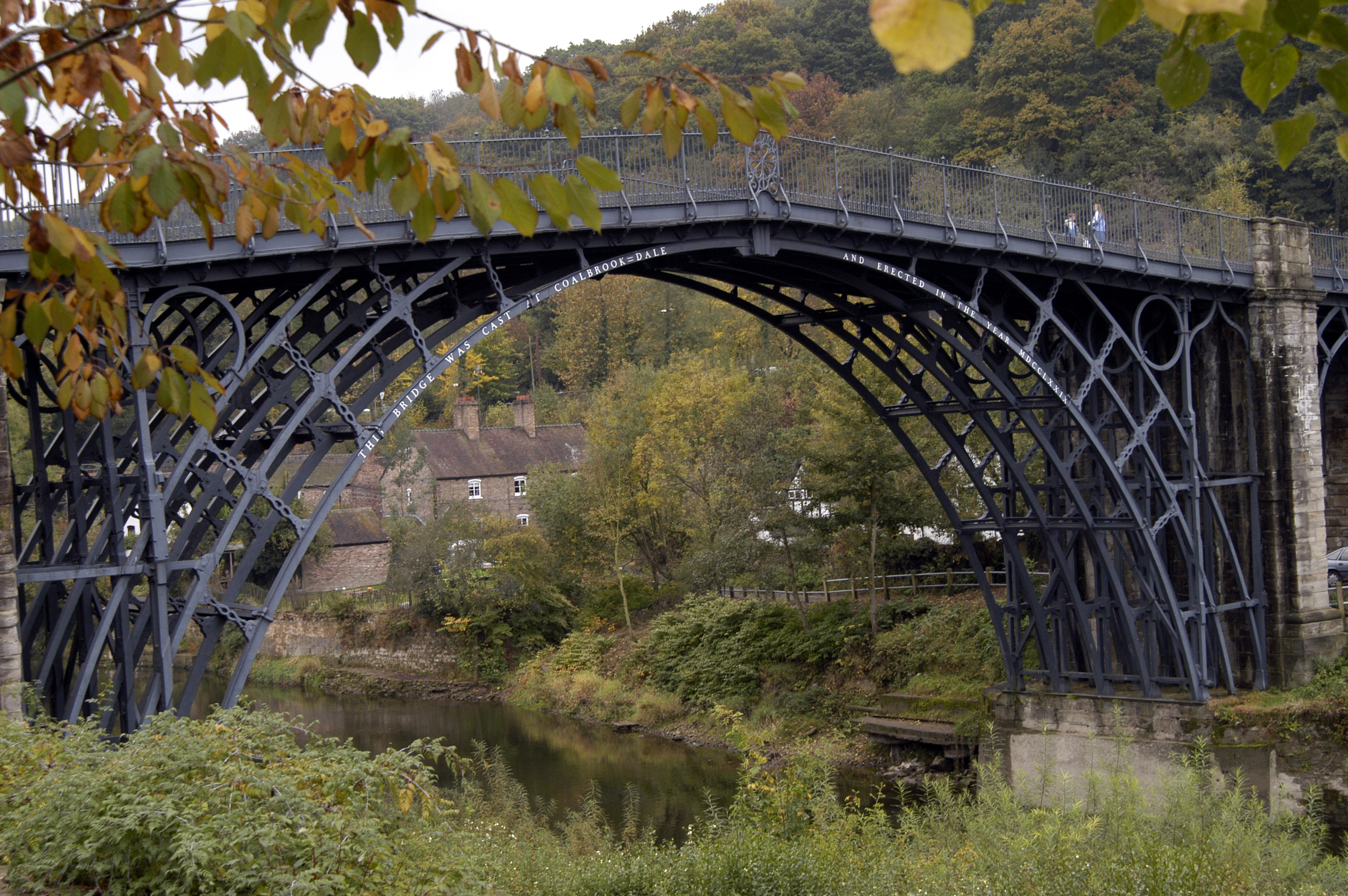
El primer puente de hierro de la historia, en Ironbridge (1781).

Abraham Darby emprendió uno de los primeros y más importantes pasos en la revolución industrial, ya que su método para el fundido del hierro proporcionó los suministros necesarios para llevarla a cabo. Este hierro fue usado en máquinas de vapor, ferrocarriles, puentes, y en una enorme variedad de inventos que vieron la luz durante el siglo XIX. La fundición mediante carbón vegetal jamás habría sido capaz de responder ante la gran demanda de hierro que la industrialización exigía.